# Municipio de Sidell
El municipio de Sidell (en inglés: Sidell Township) es un municipio ubicado en el condado de Vermilion en el estado estadounidense de Illinois. En el año 2010 tenía una población de 1073 habitantes y una densidad poblacional de 9,55 personas por km².

## Geografía
El municipio de Sidell se encuentra ubicado en las coordenadas 39°55′34″N 87°52′40″O / 39.92611, -87.87778. Según la Oficina del Censo de los Estados Unidos, el municipio tiene una superficie total de 112.36 km², de la cual 112,36 km² corresponden a tierra firme y (0 %) 0 km² es agua.

## Demografía
Según el censo de 2010, había 1073 personas residiendo en el municipio de Sidell. La densidad de población era de 9,55 hab./km². De los 1073 habitantes, el municipio de Sidell estaba compuesto por el 97,86 % blancos, el 0,37 % eran afroamericanos, el 0,19 % eran amerindios, el 0,09 % eran asiáticos y el 1,49 % eran de una mezcla de razas. Del total de la población el 0,47 % eran hispanos o latinos de cualquier raza.